# Gårdstånga församling
Gårdstånga församling var en församling i Lunds stift och i Eslövs kommun. Församlingen uppgick 1998 i Gårdstånga-Holmby församling.

## Administrativ historik
Församlingen har medeltida ursprung.
Församlingen var till och med 1997 moderförsamling i pastoratet Gårdstånga och Holmby som från 1962 även omfattade Östra Strö församling och Skarhults församling samt Borlunda församling och Skeglinge församling vilka 1992 förenades i Borlunda-Skeglinge församling. Församlingen uppgick 1998 i Gårdstånga-Holmby församling.

## Kyrkor
- Gårdstånga kyrka